# Europäische Jugendkampagne
Die Europäische Jugendkampagne (EYC) war eine Bewegung während der Jahre 1951 bis 1958, deren Ziel es war, als Gegenpol zu den Bemühungen des kommunistischen Komintern ein Gefühl der Einheit unter der Europäischen Jugend herzustellen und die Einstellungen in Hinblick auf ein vereintes Europa zu fördern.

## Geschichte
Die Mittel für die Arbeit der Europäischen Jugendkampagne wurde von dem American Committee on United Europe (ACEU) bereitgestellt. Das ACEU selbst war eine Unterorganisation des US-amerikanischen Geheimdienstes CIA, dessen Vertreter die Schlüsselpositionen des ACEU innehatten. 1958 wurde die Europäische Jugendkampagne aufgelöst, da die finanzielle Unterstützung durch das ACEU eingestellt wurde.

## Arbeit der Kampagne
Die Europäische Jugendkampagne trat in der Öffentlichkeit durch groß angelegte Propagandaaktivitäten wie Presse und Rundfunk, Buchveröffentlichungen, Konferenzen und Ausstellungen auf. Organisatoren dieser Aktivitäten waren unter anderem der französische Politiker Jean Moreau und die italienische Aktivistin Fausta Deshornes la Vallee. Insgesamt beteiligten sich junge Menschen aus mehr als 15 (west-)europäischen Ländern an der Arbeit der Jugendkampagne, wobei diese aus Ländern wie Deutschland, Frankreich, Italien und den Benelux-Ländern besonders aktiv waren. Die Jugendkampagne hatte die Hoffnung, dass sich die Länder hinter dem Eisernen Vorhang zu Demokratien wandeln würden und stellten heraus, dass diese Länder Teil des geeinten Europas sein müssten. Deshalb waren Veranstaltungen wie die Weltfestspiele der Jugend und Studenten 1951 in Ostberlin für Politiker in Europa und den USA besonders schmerzhaft und störten unter anderem den Ausbau des Europäischen Gedankens.